# Jストリーム
株式会社Jストリームは、東京都港区に本社を置き、インターネット上でのコンテンツ配信のための通信インフラであるコンテンツデリバリネットワーク（以下CDNと表す）提供事業者。

## 概要
1997年5月に設立され、日本国内で初期にCDNを構築した企業である。
同社のCDNは、特定のISPネットワーク内での負荷分散ではなく、国内主要ISPにキャッシュサーバーを分散配置し、それらのISPを“またぐ”形での広域負荷分散網になっている。ただし、Akamaiのようにグローバル規模のCDNではなく、日本国内配信に特化したRegional CDNである。
例えば、同社のCDNを用いて東京国際映画祭のライブ配信や、H-IIAロケット打ち上げ模様のライブ配信などが行われた。
2012年12月まではNTTグループ、KDDIグループの双方から出資を受ける珍しい会社であった。

## 沿革
- 1997年
  - 5月 - 国際電信電話株式会社、株式会社NTTPCコミュニケーションズ、トランス・コスモス株式会社、Progressive Networks, Inc.の出資によりリアル・ストリーム株式会社設立[7]。（資本金480,000千円）
  - 6月 - 商号を株式会社ジェイストリームに変更。
  - 8月 - ライブストリーミング配信サービス開始[8]。
- 1998年8月 - オンデマンド配信サービス開始。
- 1999年10月 - トランスコスモス株式会社の子会社となる。
- 2001年
  - 3月 - トランスコスモスの子会社である、トランス・コスモス・ユー・エス・エイ・インクの子会社となる。
  - 9月21日 - 東京証券取引所マザーズに上場。トランス・コスモス・ユー・エス・エイ・インクの関連会社となる。
- 2002年11月 - 商号を株式会社Jストリームに変更。
- 2004年7月 - トランスコスモスの子会社である、トランスコスモス インベストメンツ アンド ビジネス ディベロップメント インクの関連会社となる。
- 2005年9月 - オンキヨー株式会社と連結子会社・株式会社CO3を設立。
- 2009年2月 - トランスコスモスが筆頭株主となる。
- 2012年12月 - 第2位株主のNTTPCコミュニケーションズが保有全株式を自己株式買い付けに応募。株主から外れる。
- 2016年
  - 1月 - ビムーブ株式会社に出資し、連結子会社化。
  - 4月 - ビムーブ株式会社を吸収合併。
- 2017年8月 - 株式会社イノコスの株式を取得し、連結子会社化。

## 所有する技術・サービス
- ストリーミング
- コンテンツデリバリネットワーク